# Setaphis
Setaphis is een geslacht van spinnen uit de familie bodemjachtspinnen (Gnaphosidae).

## Soorten
De volgende soorten zijn bij het geslacht ingedeeld:
- Setaphis algerica (Dalmas, 1922)
- Setaphis atlantica (Berland, 1936)
- Setaphis browni (Tucker, 1923)
- Setaphis canariensis (Simon, 1883)
- Setaphis carmeli (O. P.-Cambridge, 1872)
- Setaphis fuscipes (Simon, 1885)
- Setaphis gomerae (Schmidt, 1981)
- Setaphis jocquei Platnick & Murphy, 1996
- Setaphis makalali FitzPatrick, 2005
- Setaphis mediterranea Levy, 2009
- Setaphis mollis (O. P.-Cambridge, 1874)
- Setaphis murphyi Wunderlich, 2011
- Setaphis parvula (Lucas, 1846)
- Setaphis salrei Schmidt, 1999
- Setaphis sexmaculata Simon, 1893
- Setaphis simplex (Simon, 1885)
- Setaphis spiribulbis (Denis, 1952)
- Setaphis subtilis (Simon, 1897)
- Setaphis villiersi (Denis, 1955)
- Setaphis walteri Platnick & Murphy, 1996
- Setaphis wunderlichi Platnick & Murphy, 1996